# Campeonato Sul-Americano de Atletismo de 1948 (não oficial)
O Campeonato Sul-Americano de Atletismo não oficial de 1948 foi o (5ª Campeonato Extraordinário de Atletismo) realizado na cidade de La  Paz, na Bolívia, no mês de outubro de 1948.  Contou com 24 provas em disputa, sendo realizado em comemoração ao 400ª aniversário da cidade de La Paz. 

## Medalhistas
Esses foram os resultados do campeonato.  

### Masculino
| Evento                   | Ouro                  | Ouro    | Prata                  | Prata   | Bronze                 | Bronze  |
| ------------------------ | --------------------- | ------- | ---------------------- | ------- | ---------------------- | ------- |
| 100 metros               | Gerardo Salazar (PER) | 10.6A   | León Pizarro (PER)     | 10.7A   | Rodolfo López (CHI)    | 11.0A   |
| 200 metros               | Gerardo Salazar (PER) | 21.8A   | Rodolfo López (CHI)    | 22.4A   | Carlos Ribeiro (URU)   | 23.1A   |
| 400 metros               | Eduardo Laca (PER)    | 50.5A   | Reinaldo Martín (CHI)  | 50.9A   | Sergio Guzmán (CHI)    | 51.0A   |
| 800 metros               | Antero Mongrut (PER)  | 2:04.3A | Rogelio Gómez (PER)    | 2:04.5A | Sergio Guzmán (CHI)    | 2:05.1A |
| 110 metros com barreiras | Hernán Alzamora (PER) | 14.8A   | Edmundo Ohaco (CHI)    | 15.3A   | Ivo Buratovich (BOL)   | 15.4A   |
| 200 metros com barreiras | Eduardo Laca (PER)    | 25.6A   | Carlos Ribeiro (URU)   | 26.1A   | Sergio Guzmán (CHI)    | 26.5A   |
| 4×100 metros estafetas   | Peru                  | 42.8A   | Chile                  | 43.2A   | Uruguai                | 44.4A   |
| 4×400 metros estafetas   | Chile                 | 3:26.3A | Peru                   | 3:26.4A | Uruguai                | 3:31.2A |
| Salto em altura\|        | Hércules Azcune (URU) | 1.90A   | Pedro Listur (URU)     | 1.85A   | Alfredo Jadresic (CHI) | 1.80A   |
| Salto à vara             | Luis Ganoza (PER)     | 3.70A   | Jaime Piqueras (PER)   | 3.70A   | Carlos Vera (CHI)      | 3.60A   |
| Salto em comprimento     | Carlos Vera (CHI)     | 7.05A   | Máximo Reyes (PER)     | 6.84A   | Hércules Azcune (URU)  | 6.71A   |
| Salto triplo             | Carlos Vera (CHI)     | 14.65A  | Máximo Reyes (PER)     | 14.22A  | Pedro Listur (URU)     | 13.72A  |
| Arremesso de peso        | Hernán Figueroa (CHI) | 13.50A  | Ivo Buratovich (BOL)   | 11.40A  | Edmundo Ohaco (CHI)    | 11.30A  |
| Lançamento de disco      | Hércules Azcune (URU) | 38.24A  | Atilio Accinelli (PER) | 36.11A  | Hernán Figueroa (CHI)  | 35.74A  |
| Lançamento do martelo    | Edmundo Zúñiga (CHI)  | 45.28A  | Alberto Peirano (PER)  | 39.96A  | Atilio Accinelli (PER) | 39.10A  |
| Lançamento de dardo      | Juan Newermann (CHI)  | 55.93A  | Edmundo Ohaco (CHI)    | 52.87A  | Hernán Alzamora (PER)  | 44.75A  |

### Feminino
| Evento                  | Ouro                   | Ouro   | Prata                | Prata  | Bronze               | Bronze |
| ----------------------- | ---------------------- | ------ | -------------------- | ------ | -------------------- | ------ |
| 100 metros              | Julia Iriarte (BOL)    | 13.1A  | Raquel Gamarra (PER) | 13.2A  | Elena Amaya (BOL)    | 13.3A  |
| 200 metros              | Julia Sánchez (PER)    | 26.1A  | Elena Amaya (BOL)    | 27.2A  | Julia Huapaya (PER)  | 27.9A  |
| 80 metros com barreiras | Julia Iriarte (BOL)    | 12.1A  | Emma Banzer (BOL)    | 13.8A  | Hilda Yamasaki (PER) | 14.7A  |
| Salto em altura         | Carmela Antezana (BOL) | 1.45A  | Julia Sánchez (PER)  | 1.40A  | Julia Iriarte (BOL)  | 1.40A  |
| Salto em comprimento    | Julia Sánchez (PER)    | 5.04A  | Julia Iriarte (BOL)  | 5.01A  | Hilda Yamasaki (PER) | 4.85A  |
| Arremesso de peso       | Julia Iriarte (BOL)    | 10.94A | Julia Huapaya (PER)  | 10.11A | Raquel Gamarra (PER) | 8.22A  |
| Lançamento de disco     | Julia Iriarte (BOL)    | 33.66A | Julia Huapaya (PER)  | 33.54A | Raquel Gamarra (PER) | 24.33A |
| Lançamento do dardo     | Julia Iriarte (BOL)    | 32.16A | Julia Huapaya (PER)  | 26.28A | Laura Ortiz (BOL)    | 18.50A |

## Quadro de medalhas (não oficial)
| Ordem | País    | Medalha de ouro | Medalha de prata | Medalha de bronze | Total |
| ----- | ------- | --------------- | ---------------- | ----------------- | ----- |
| 1     | Peru    | 10              | 13               | 7                 | 30    |
| 2     | Chile   | 6               | 5                | 8                 | 19    |
| 3     | Bolívia | 6               | 4                | 4                 | 14    |
| 4     | Uruguai | 2               | 2                | 5                 | 9     |
|       | TOTAL   | 24              | 24               | 24                | 72    |